# Primetime-Emmy-Verleihung 2019

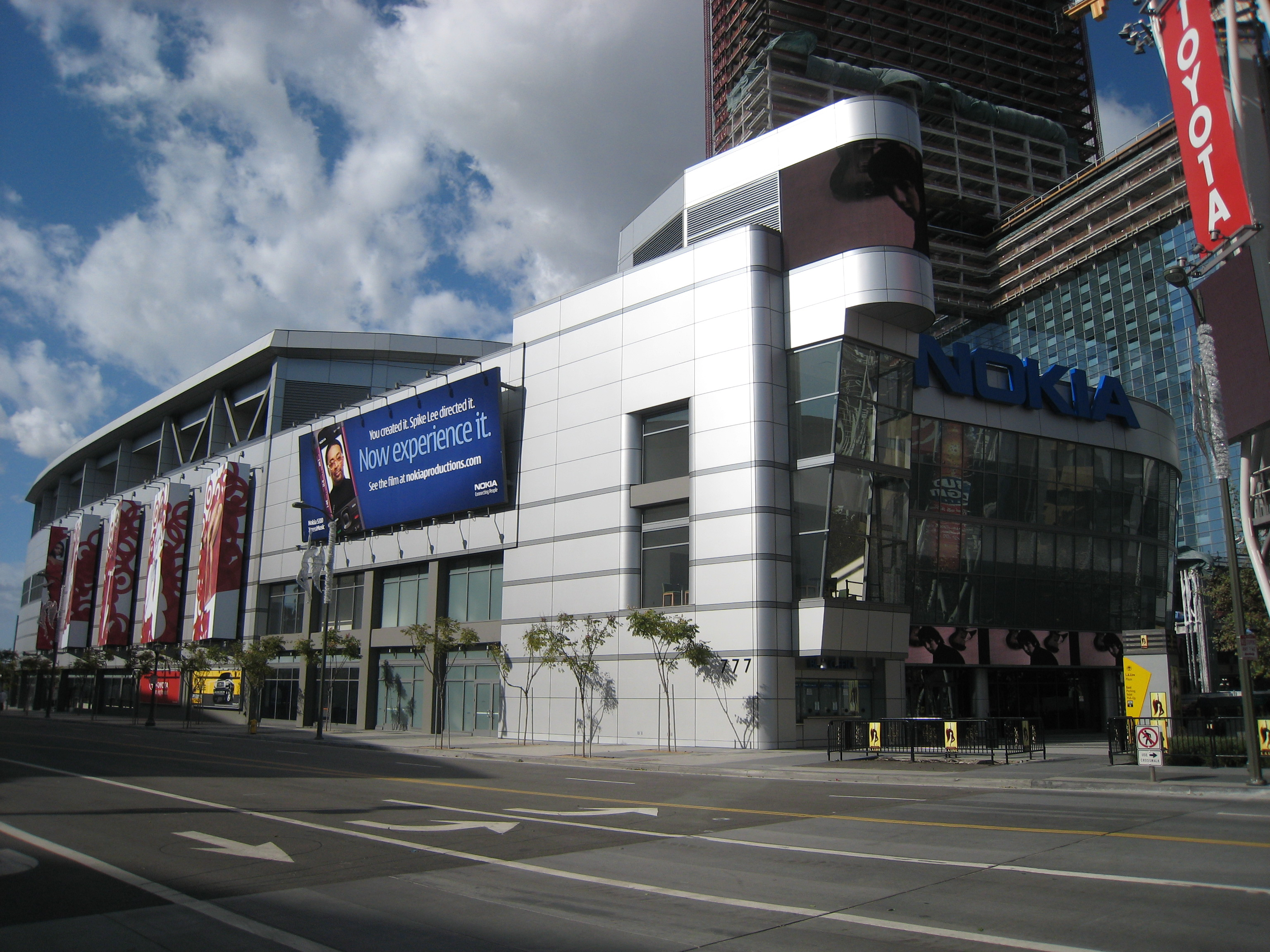
Das Microsoft Theater, Veranstaltungsort der Emmy-Verleihung 2019

Die 71. Emmy-Verleihung in der Sparte Prime Time (im Original: 71st Primetime Emmy Awards) fand am 22. September 2019 im Microsoft Theater in Los Angeles (Kalifornien) statt. Die Nominierungen waren am 16. Juli 2019 von D’Arcy Carden und Ken Jeong bekanntgegeben worden. Berücksichtigt wurden dabei Programme, die im Zeitraum vom 1. Juni 2018 bis zum 31. Mai 2019 ausgestrahlt wurden. In den Vereinigten Staaten wurde die Preisverleihung vom Sender Fox ausgestrahlt. Zuvor waren am 8. und 9. September 2019 die Creative Arts Emmy Awards vergeben worden. Sie ehren unter anderem Gastdarsteller in Fernsehserien, Animationsserien und Dokumentationen, aber auch Fernsehschaffende in technischen Kategorien, unter anderem Szenenbild, Kostüme, Kamera oder Schnitt.
Die meisten Nominierungen hatte die finale Staffel der Dramaserie Game of Thrones (14) erhalten, gefolgt von der Miniserie When They See Us (11) und der Comedyserie Barry (9). Zusammen mit den in den Nebenkategorien vergebenen Creative Arts Emmy Awards erhielt Game of Thrones in diesem Jahr 32 Nominierungen und stellte damit einen neuen Rekord auf. Dieser war zuvor von der Serie New York Cops – NYPD Blue (27 Nominierungen) bei der Verleihung 1994 gehalten worden. Der Game of Thrones ausstrahlende Fernsehsender HBO erhielt für seine Formate auch die meisten Nominierungen (137, inkl. Creative Arts Emmys), gefolgt vom Streaming-Anbieter Netflix (117).
Game of Thrones konnte seiner Favoritenrolle gerecht werden und gewann mit den Creative Arts Emmy Awards zusammen zwölf Preise, u. a. als beste Dramaserie und für den Nebendarsteller in einer Dramaserie (Peter Dinklage). Zehn Emmys erhielt der Fernsehmehrteiler Chernobyl, gefolgt von der Comedyserie The Marvelous Mrs. Maisel (8) und dem bereits Oscar-prämierten Dokumentarfilm Free Solo, der alle seine sieben Nominierungen in Siege umsetzen konnte.
| Programm                                                                           | N  | A  |
| ---------------------------------------------------------------------------------- | -- | -- |
| Game of Thrones                                                                    | 32 | 12 |
| The Marvelous Mrs. Maisel                                                          | 20 | 8  |
| Chernobyl                                                                          | 19 | 10 |
| Saturday Night Live                                                                | 18 | 6  |
| Barry                                                                              | 17 | 3  |
| Fosse/Verdon                                                                       | 17 | 4  |
| When They See Us                                                                   | 16 | 2  |
| Matrjoschka                                                                        | 13 | 3  |
| Escape at Dannemora                                                                | 12 | 0  |
| Fleabag                                                                            | 11 | 6  |
| The Handmaid’s Tale – Der Report der Magd (nur drei Folgen nominierungsberechtigt) | 11 | 3  |
| Unser Planet                                                                       | 10 | 2  |
| Better Call Saul                                                                   | 9  | 0  |
| Killing Eve                                                                        | 9  | 1  |
| Last Week Tonight with John Oliver                                                 | 9  | 4  |
| Ozark                                                                              | 9  | 2  |
| RuPaul’s Drag Race                                                                 | 9  | 4  |
| This Is Us – Das ist Leben                                                         | 9  | 2  |
| True Detective                                                                     | 9  | 0  |
| Veep – Die Vizepräsidentin                                                         | 9  | 0  |
| Deadwood: The Movie                                                                | 8  | 0  |
| The Oscars                                                                         | 8  | 0  |
| Sharp Objects                                                                      | 8  | 0  |
| Free Solo                                                                          | 7  | 7  |
| The Voice                                                                          | 7  | 0  |
| Anthony Bourdain: Parts Unknown                                                    | 6  | 2  |
| Homecoming – Ein Film von Beyoncé                                                  | 6  | 0  |
| Pose                                                                               | 6  | 1  |
| Queer Eye                                                                          | 6  | 4  |
| American Horror Story: Apocalypse                                                  | 5  | 0  |
| Carpool Karaoke: When Corden Met McCartney Live From Liverpool                     | 5  | 3  |
| GLOW                                                                               | 5  | 1  |
| The Good Place                                                                     | 5  | 0  |
| Leaving Neverland                                                                  | 5  | 1  |
| Rent: Live                                                                         | 5  | 2  |
| Succession                                                                         | 5  | 2  |
| World of Dance                                                                     | 5  | 1  |

## Preisträger und Nominierungen (Auswahl)

### Sparte Comedy

#### Beste Comedyserie
Fleabag
- Barry
- The Good Place
- The Marvelous Mrs. Maisel
- Matrjoschka (Russian Doll)
- Schitt’s Creek
- Veep – Die Vizepräsidentin (Veep)

#### Bester Hauptdarsteller – Comedyserie
Bill Hader – Barry
- Anthony Anderson – Black-ish
- Don Cheadle – Black Monday
- Ted Danson – The Good Place
- Michael Douglas – The Kominsky Method
- Eugene Levy – Schitt’s Creek

#### Beste Hauptdarstellerin – Comedyserie
Phoebe Waller-Bridge – Fleabag
- Christina Applegate – Dead to Me
- Rachel Brosnahan – The Marvelous Mrs. Maisel
- Julia Louis-Dreyfus – Veep – Die Vizepräsidentin (Veep)
- Natasha Lyonne – Matrjoschka (Russian Doll)
- Catherine O’Hara – Schitt’s Creek

#### Bester Nebendarsteller – Comedyserie
Tony Shalhoub – The Marvelous Mrs. Maisel
- Alan Arkin – The Kominsky Method
- Anthony Carrigan – Barry
- Tony Hale – Veep – Die Vizepräsidentin (Veep)
- Stephen Root – Barry
- Henry Winkler – Barry

#### Beste Nebendarstellerin – Comedyserie
Alex Borstein – The Marvelous Mrs. Maisel
- Anna Chlumsky – Veep – Die Vizepräsidentin (Veep)
- Sian Clifford – Fleabag
- Olivia Colman – Fleabag
- Betty Gilpin – GLOW
- Sarah Goldberg – Barry
- Marin Hinkle – The Marvelous Mrs. Maisel
- Kate McKinnon – Saturday Night Live

#### Bester Gastdarsteller – Comedyserie
Luke Kirby – The Marvelous Mrs. Maisel
- Matt Damon – Saturday Night Live
- Robert De Niro – Saturday Night Live
- Peter MacNicol – Veep – Die Vizepräsidentin (Veep)
- John Mulaney – Saturday Night Live
- Adam Sandler – Saturday Night Live
- Rufus Sewell – The Marvelous Mrs. Maisel

#### Beste Gastdarstellerin – Comedyserie
Jane Lynch – The Marvelous Mrs. Maisel
- Sandra Oh – Saturday Night Live
- Maya Rudolph – The Good Place
- Kristin Scott Thomas – Fleabag
- Fiona Shaw – Fleabag
- Emma Thompson – Saturday Night Live

### Sparte Drama

#### Beste Dramaserie
Game of Thrones
- Better Call Saul
- Bodyguard
- Killing Eve
- Ozark
- Pose
- Succession
- This Is Us – Das ist Leben (This Is Us)

#### Bester Hauptdarsteller – Dramaserie
Billy Porter – Pose
- Jason Bateman – Ozark
- Sterling K. Brown – This Is Us – Das ist Leben (This Is Us)
- Kit Harington – Game of Thrones
- Bob Odenkirk – Better Call Saul
- Milo Ventimiglia – This Is Us – Das ist Leben (This Is Us)

#### Beste Hauptdarstellerin – Dramaserie
Jodie Comer – Killing Eve
- Emilia Clarke – Game of Thrones
- Viola Davis – How to Get Away with Murder
- Laura Linney – Ozark
- Mandy Moore – This Is Us – Das ist Leben (This Is Us)
- Sandra Oh – Killing Eve
- Robin Wright – House of Cards

#### Bester Nebendarsteller – Dramaserie
Peter Dinklage – Game of Thrones
- Alfie Allen – Game of Thrones
- Jonathan Banks – Better Call Saul
- Nikolaj Coster-Waldau – Game of Thrones
- Giancarlo Esposito – Better Call Saul
- Michael Kelly – House of Cards
- Chris Sullivan – This Is Us – Das ist Leben (This Is Us)

#### Beste Nebendarstellerin – Dramaserie
Julia Garner – Ozark
- Gwendoline Christie – Game of Thrones
- Lena Headey – Game of Thrones
- Fiona Shaw – Killing Eve
- Sophie Turner – Game of Thrones
- Maisie Williams – Game of Thrones

#### Bester Gastdarsteller – Dramaserie
Bradley Whitford – The Handmaid’s Tale – Der Report der Magd (The Handmaid’s Tale)
- Michael Angarano – This Is Us – Das ist Leben (This Is Us)
- Ron Cephas Jones – This Is Us – Das ist Leben (This Is Us)
- Michael McKean – Better Call Saul
- Kumail Nanjiani – The Twilight Zone
- Glynn Turman – How to Get Away with Murder

#### Beste Gastdarstellerin – Dramaserie
Cherry Jones – The Handmaid’s Tale – Der Report der Magd (The Handmaid’s Tale)
- Laverne Cox – Orange Is the New Black
- Jessica Lange – American Horror Story: Apocalypse
- Phylicia Rashād – This Is Us – Das ist Leben (This Is Us)
- Cicely Tyson – How to Get Away with Murder
- Carice van Houten – Game of Thrones

### Sparte Miniserie bzw. Fernsehfilm

#### Beste Miniserie
Chernobyl
- Escape at Dannemora
- Fosse/Verdon
- Sharp Objects
- When They See Us

#### Bester Fernsehfilm
Black Mirror: Bandersnatch
- Brexit
- Deadwood: The Movie
- King Lear
- Mein Dinner mit Hervé (My Dinner with Hervé)

#### Bester Hauptdarsteller – Miniserie oder Fernsehfilm
Jharrel Jerome – When They See Us
- Mahershala Ali – True Detective
- Benicio del Toro – Escape at Dannemora
- Hugh Grant – A Very English Scandal
- Jared Harris – Chernobyl
- Sam Rockwell – Fosse/Verdon

#### Beste Hauptdarstellerin – Miniserie oder Fernsehfilm
Michelle Williams – Fosse/Verdon
- Amy Adams – Sharp Objects
- Patricia Arquette – Escape at Dannemora
- Aunjanue Ellis – When They See Us
- Joey King – The Act
- Niecy Nash – When They See Us

#### Bester Nebendarsteller – Miniserie oder Fernsehfilm
Ben Whishaw – A Very English Scandal
- Asante Blackk – When They See Us
- Paul Dano – Escape at Dannemora
- John Leguizamo – When They See Us
- Stellan Skarsgård – Chernobyl
- Michael K. Williams – When They See Us

#### Beste Nebendarstellerin – Miniserie oder Fernsehfilm
Patricia Arquette – The Act
- Marsha Stephanie Blake – When They See Us
- Patricia Clarkson – Sharp Objects
- Vera Farmiga – When They See Us
- Margaret Qualley – Fosse/Verdon
- Emily Watson – Chernobyl